# جان مارتین کالینز
جان مارتین کالینز (انگلیسی: John Collins؛ زادهٔ ۲۳ سپتامبر ۱۹۹۷) بازیکن بسکتبال اهل ایالات متحده آمریکا است.